# Ilyonectria radicicola
Ilyonectria radicicola (Gerlach & L. Nilsson) P. Chaverri & Salgado – gatunek grzybów z rodziny gruzełkowatych (Nectriaceae).

## Systematyka i nazewnictwo
Pozycja w klasyfikacji według Index Fungorum: Ilyonectria, Nectriaceae, Hypocreales, Hypocreomycetidae, Sordariomycetes, Pezizomycotina, Ascomycota, Fungi.
Po raz pierwszy opisali go w 1963 r. W. Gerlach i L. Nilsson nadając mu nazwę Nectria radicicola. Obecną, uznaną przez Index Fungorum nazwę nadali mu w 2011 r. P. Chaverri i C.G. Salgado.
Synonimy:

- Cylindrocarpon radicicola Wollenw. 1924
- Cylindrocarpon radicicola var. violaceum Hochapfel 1931
- Fusarium rhizogenum Pound & Clem. 1894
- Nectria radicicola Gerlach & L. Nilsson 1963
- Neonectria radicicola (Gerlach & L. Nilsson) Mantiri & Samuels 2001
- Septocylindrium aderholdii Sacc. & P. Syd. 1902
- Septocylindrium radicicola Aderh 1900[2].

## Morfologia
Grzyb mikroskopijny. Perytecja powstają rzadko. Są kuliste, o barwie od czerwonej do czerwonawo-brązowej, 170–350 × 150–320 µm. Worki cylindryczne do prawie maczugowatych, 53–83 × 4,5–10 µm, z parafizami (4–6) 8-zarodnikowe. Askospory elipsoidalne do wrzecionowatych, szkliste, z jedną przegrodą, 10–13 × 3–3,5 µm.
Kolonie wyhodowane z pojedynczych makrokonidiów na agarze ziemniaczano-dekstrozowym osiągają po 7 dniach średnicę 10–12 mm. Grzybnia powietrzna kłaczkowata do watowatej, początkowo szaro-biała, potem bladobrązowa, a później głęboko czerwonawo-brązowa. Rewers beżowy, na ogół staje się czerwonawo-brązowy. Mikrokonidiofory powstają w postaci bocznych fialid lub na końcach krótkich bocznych rozgałęzień, które mogą tworzyć jeden lub więcej gałązek, z których każda kończy się jedną lub większą liczbą cylindrycznych do szydłowatych fialid, 18–35 × 2,5–3 µm. Mikrokonidia owalne do eliptycznych, 6–10 × 3,5–4 µm. Makrokonidiofory powstające jako gałęzie boczne z wydłużonym trzonkiem i luźno rozgałęzionym wierzchołkiem, każda gałąź zakończona jedną lub kilkoma fialidami, 22–35 × 3,5–4,5 µm. Makrokonidia cylindryczne o zaokrąglonych końcach, proste lub zakrzywione i lekko zwężające się w kierunku podstawy, 1–3 (–5)-przegrodowe, 45–52 × 6,5–7,5 µm.

## Występowanie i siedlisko
Ilyonectria radicicola w Europie jest szeroko rozprzestrzeniona i częsta. Występuje także w Ameryce Północnej, Afryce Wschodniej i Południowej, Australii, Nowej Zelandii. Żyje na bardzo szerokiej gamie żywicieli, nagonasiennych, dwuliściennych i jednoliściennych, szczególnie w regionach o klimacie umiarkowanym, szczególnie często na poziomce, narcyzie i winorośli.
Jest saprotrofem i pasożytem. Wywołuje choroby wielu roślin uprawnych. Wśród roślin ozdobnych w Polsce wywołuje zgorzel begonii, zgorzel fikusa, zgorzel korzeni cyklamena, zgorzel korzeni narcyza, zgorzel korzeni różanecznika, zgorzel łusek cebuli lilii, zgorzel strelicji, zgorzel syningii. Najczęściej infekuje rośliny w glebie, ale rozprzestrzenia się także przez wodę i rozbryzgi deszczu. Zanieczyszczona gleba jest głównym źródłem infekcji w szkółkach, gdzie grzyb może istnieć przez długi czas jako saprotrof lub w postaci grubościennych chlamydospor. Winogrona infekuje tylko przez uszkodzenia skórki.